# Goldie
Goldie (születési nevén Clifford Joseph Price, 1965. szeptember 19., Walsall) angol zenész, DJ. A drum and bass/jungle műfajok úttörőjének számít.

## Élete
Skót és jamaicai származású. Kiskorában árvaházban nevelték fel. Tagja volt a "Westside" és a "Bboys" nevű breakdance csoportoknak. Graffiti művészkedéssel is foglalkozott pályafutása kezdetén. A kilencvenes években figyelt fel a breakbeat műfajra, amikor barátnője bemutatta őt a 4hero nevezetű producer duónak. Első közreműködése a műfajhoz egy rövid éneklés volt egy izlandi együttesnél. Ezt követően egy EP-t dobott piacra, 1994-ben már saját lemezkiadó cégét is megalapította. Első albumát 1995-ben adta ki. Ez a lemez bekerült az 1001 lemez amelyet hallanod kell mielőtt meghalsz című könyvbe. 

## Diszkográfiája
- Timeless (1995)
- Saturnz Return (1998)
- Rings of Saturn (EP, 1999)
- Malice in Wonderland (2007)
- Sine Tempus - The Soundtrack (2008)
- Memoirs of an Afterlife (2009)
- The Journey Man (2017)